# Carlos Hermosillo
Carlos Manuel Hermosillo Goytortua (Cerro Azul, 24 agosto 1964) è un ex calciatore messicano, di ruolo attaccante.

## Carriera

### Club
Hermosillo inizia nel Club América nella stagione 1983-84. Trascorre la sua carriera prevalentemente in Messico, nel Monterrey, Cruz Azul, Necaxa, Atlante, e Chivas Guadalajara. Le annate 1994-95 e 1995-96, vedono un Hermosillo risaltare con rispettivamente 35 e 26 gol, segnati con la maglia del Cruz Azul. Hermosillo ha due esperienze all'esterno dell'ambiente calcistico messicano: in Belgio allo Standard Liegi nel 1989-90 nei Los Angeles Galaxy per due stagioni dal 1998. Hermosillo si ritira nel 2001.

### Nazionale
Hermosillo conta 35 gol in 90 presenze con la nazionale messicana, raccolte tra il 1984 e il 1997. Ha inoltre preso parte ai campionati mondiali di Messico 1986 e Stati Uniti 1994.

### Dopo il ritiro
Dal 1º dicembre 2006, Carlos Hermosillo viene nominato parte della Comisión Nacional del Deporte, ovvero l'ufficio che si occupa delle attività sportive messicane.